# Aerobar

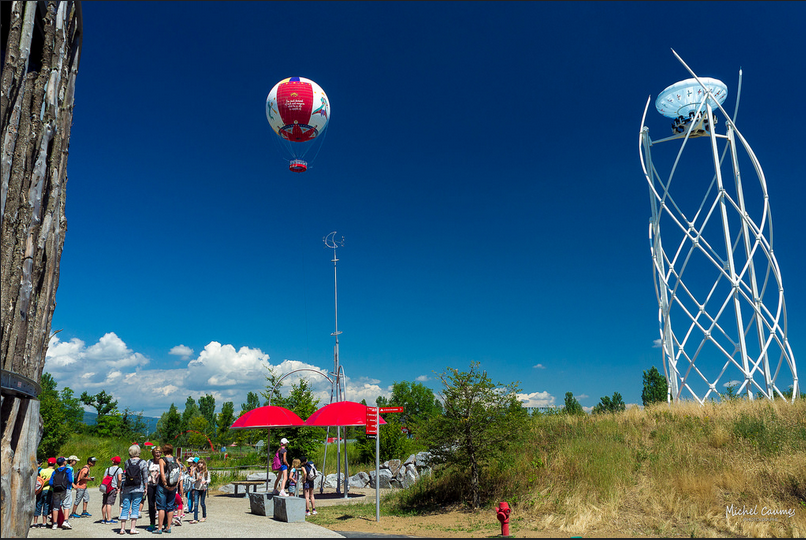
À droite, l'aérobar du parc du Petit Prince.

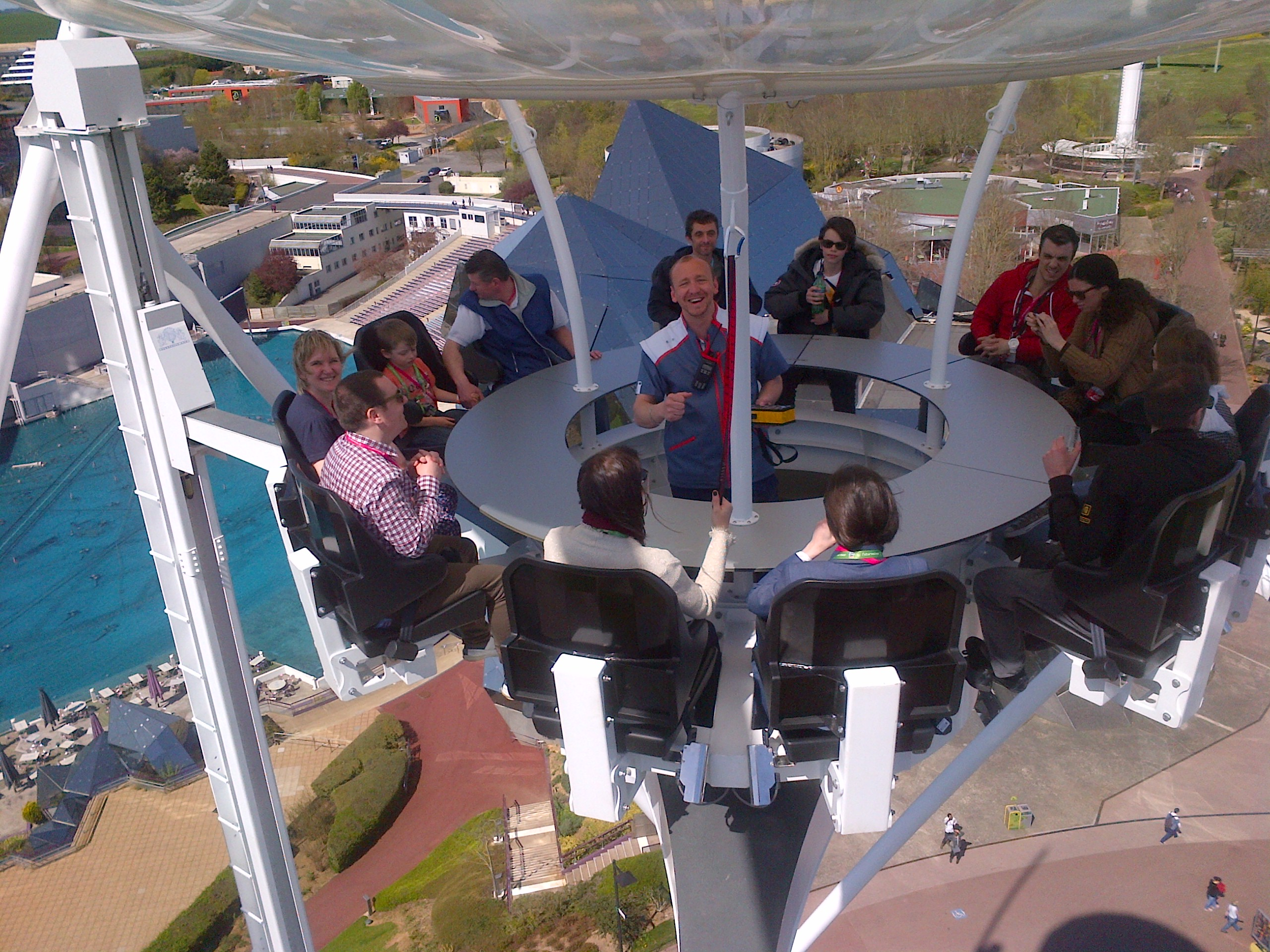
À bord de l'aérobar du Futuroscope.

L'aérobar est un bar aérien, à mi-chemin entre la tour d'observation et le ballon captif, conçu par Aerophile SAS pour les parcs de loisirs, les lieux touristiques ou les centres commerciaux,. Il tourne sur lui-même et permet ainsi de contempler un panorama à 360°. Il peut contenir 16 passagers et grimper jusqu'à 35 mètres de haut.
Grâce à sa structure métallique, l'aérobar permet de voler dans les airs sans être tributaire des contraintes météorologiques.

## Histoire
Le premier aérobar reçoit ses visiteurs en 2013 au Futuroscope, : 12 passagers assis, les jambes au-dessus du vide, s’élèvent à bord d'une nacelle et autour d'un bar dans une structure métallique. Ce premier exemplaire est réalisé grâce à une autre création de l'entreprise dont le prototype est l'aérophare d'Évry 2 (2008 à 2014).
Le deuxième modèle est installé en 2014 dans un parc à thèmes français exploité par Aerophile, le parc du Petit Prince, situé à Ungersheim en Alsace,. Les passagers peuvent ainsi découvrir la plaine d'Alsace et les premiers paysages d'Allemagne et de Suisse,,.
En 2018, c'est au tour du parc Astérix d'acquérir son propre aérobar : l'Aérolaf,.
Depuis 2013, une dizaine d'aérobars sont ouverts au public : entre autres en Chine, Mexique, Émirats arabes unis, Malaisie, Corée du Sud, Maroc, Singapour, États-Unis, France,,,,,,.

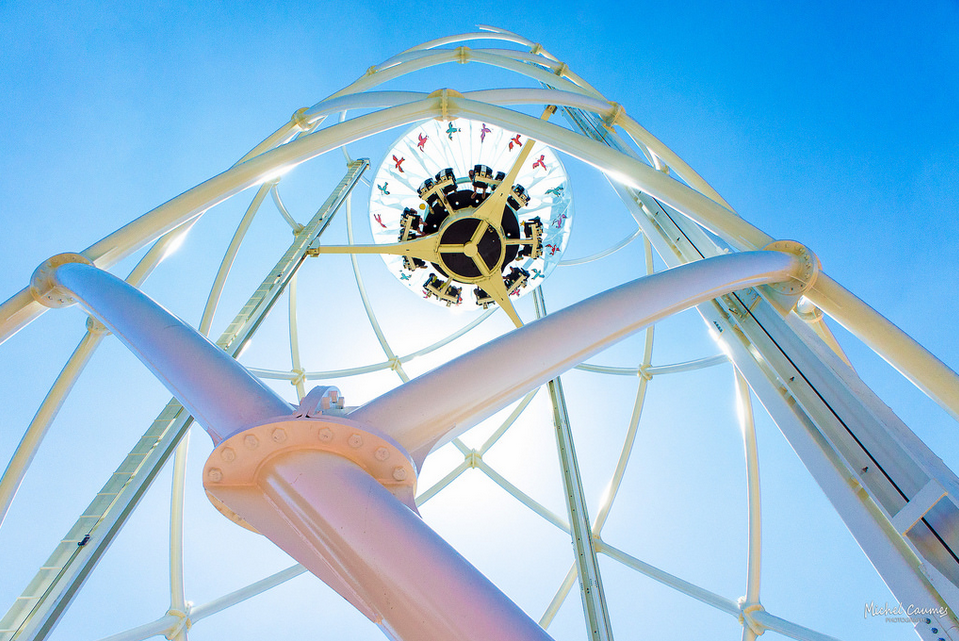
En contre-plongée.
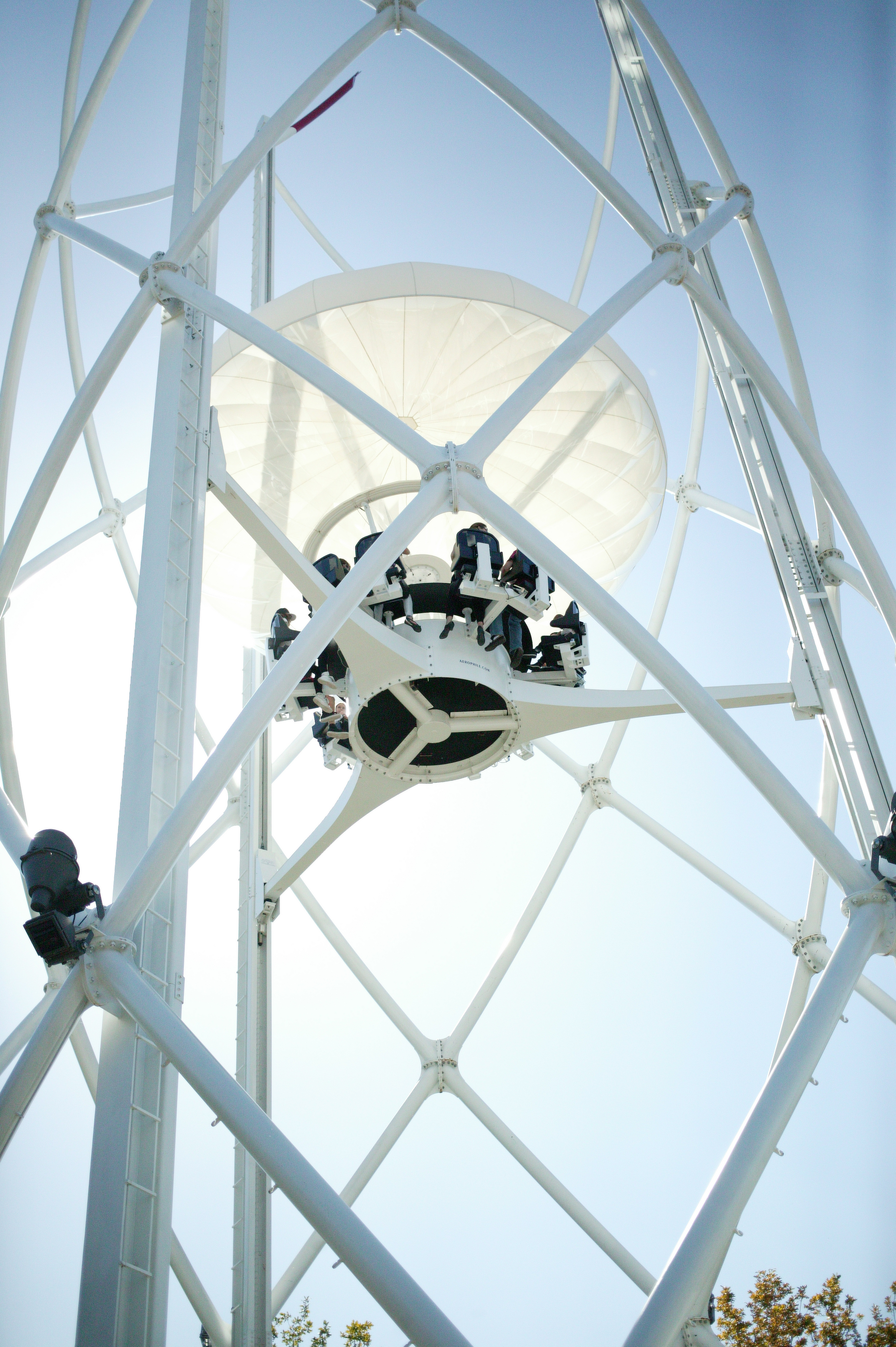